# Карпинели (Беневенто)
Карпинели је насеље у Италији у округу Беневенто, региону Кампанија.
Према процени из 2011. у насељу је живело 152 становника. Насеље се налази на надморској висини од 398 м.